# Галерний острів (Київ)
Галерний острів  — дніпровський острів у Голосіївському районі Києва. Омивається затоками Галерною та Миколайчик та озером Єрик. Площа острова — 317 га.

## Розташування
Острів поєднаний перешийком з правим берегом на північному сході, тому може вважатися півостровом. Крім того, поєднаний з сушею ще трьома дамбами. По одній з них острів сполучається з Корчуватим. Ця дамба має триметрову проїзну частину, нею та далі островом проходить вулиця Галерна — єдина вулиця на острові.
Частину острову займає база Інституту рибного господарства, стави якого зараз занедбані. Є причал, пляж, рятувальна станція. На території острова є кілька озер.

## Історія

### Походження топоніму та найдавніша відома історія
В Київському краєзнавстві прийнято пояснювати сучасні назви Галерний острів та Галерна затока у зв'язку з поїздкою російської імператриці Катерини ІІ у знов приєднані до Росії південні губернії. Нібито, оскільки імператриця зажадала з Києва плисти далі Дніпром, у Смоленську було збудовано 80 галер. З весни 1786 р. більше року вони чекали нижче урочища Теличка у затоці, яку відтоді назвали Галерною, як і прилеглі заплавні острови. Описи цього візиту збереглися. Проте в наявних у нас фрагментах опису візиту Катерини ІІ будь-які згадки про Галерний острів чи затоку відсутні.
Натомість відомо, що у зв'язку з будівництвом Лисогірського форту 1872 р. у Лаври були відібрані землі на Лисій горі, а в якості компенсації вона отримала казенну Совську дачу, ділянку з урочища «Темний Луг» з Ветяно-Трипільської дачі та острови Галерні (№ 1 та № 2). Пізніше Лаврі віддали острів Галерний № 3, який взято від селян с. Мишоловка як надлишок. Таким чином, початково згадуються не Галерний острів, а три окремих Галерних острови.
На трьохверстній мапі Київської губернії 1849-50 рр. у районі гирла Либіді позначено три великих острови. Найбільш північний з них це безумовно колишній Микільський (Осокорянський), другий лежить в районі гирла Либіді, третій нижче за нього. Острів Микільський має видовжене подовження на північ. Виходячи з розташування Лисогірського форту та с. Мишоловка, Галерними могли стати (трансформовані з-за зміни гідрологічної обстановки), або бути ще раніше у їх вихідному стані (чому немає поки що документальних підтверджень) саме ці острови поблизу гирла Либіді.
Зумовлена будівництвом Дарницького залізничного мосту зміна напрямку головного русла з близького до правого берега на заострівне ближче до лівого берега річище призвела до трансформації вигляду розташованих нижче Галерних островів. Відбулося поступове замулення та відмирання попереднього річища. Наразі від поступово відмерлого Лисогірського рукава залишилися лише затока Дніпровська на півночі та болотисті низини урочища Покал та Чернеча (сучасна Галерна) затока. Великий острів (один з позначених на мапі 1871-73 рр. як «Остров Галерный» розташований поблизу гирла Либіді ближче до правого берега) в міру відмирання Лисогірського рукава з'єднався з правим берегом. Протока між ним та більшою частиною колишнього острова Микільський (другий з островів позначених на мапі 1871-73 рр. як «Остров Галерный») — також поступово відмирала (покалилася). Згодом це призвело до об'єднання обох масивів в сучасне урочище Покал-Галерний острів. В південно-схдіному куті цього урочища знаходився сучасний півострів Гострий.

### ХХ ст.

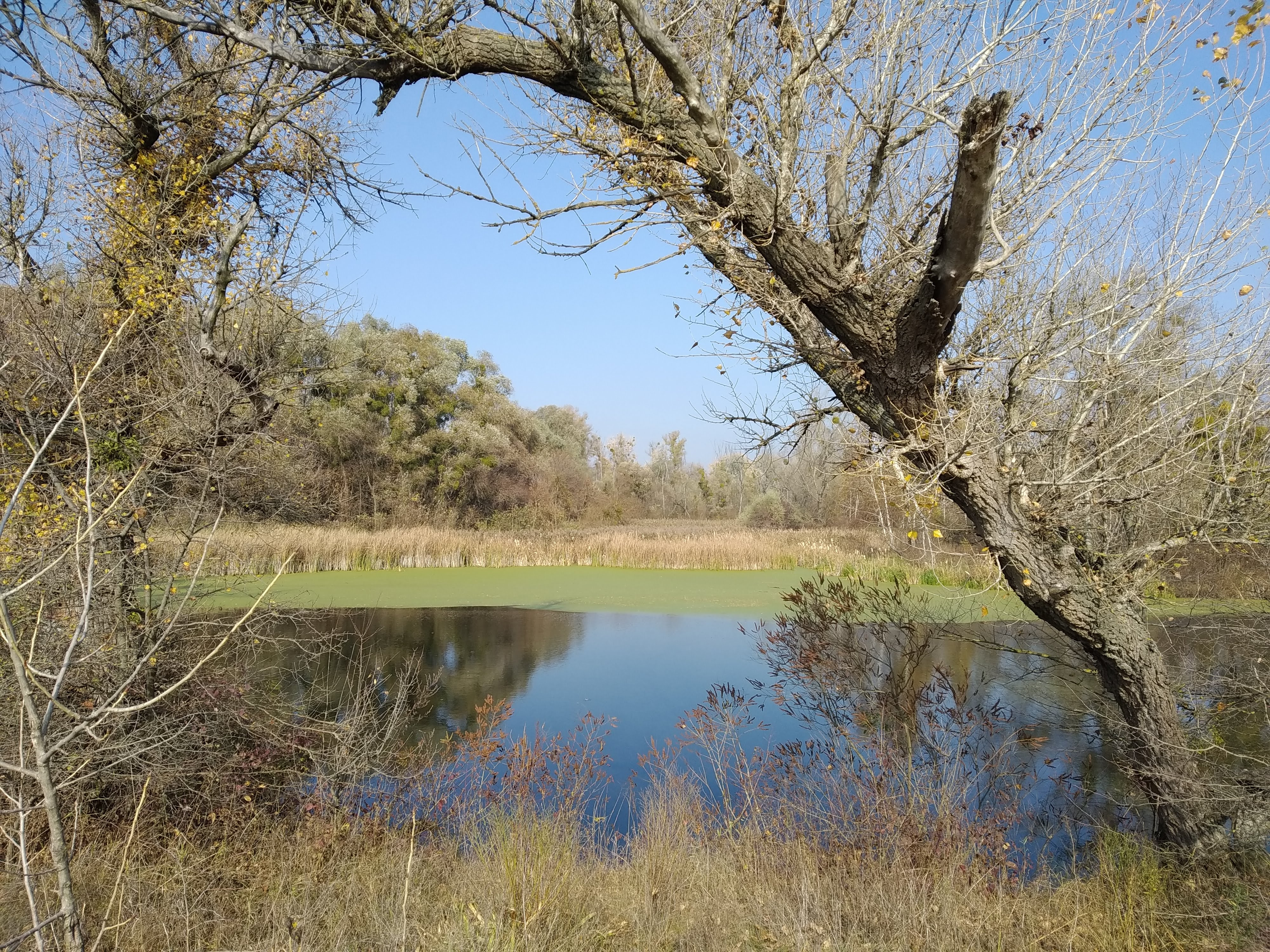
Фрагмент осокоревого рідколісся, острів Галерний, фото 2019 р.

Наступна згадка топоніму «Галерний острів» вперше зафіксовано на плані Києва 1902 р. Таірова. Тут нижче лінії залізниці Київ-Дарниця наявний лаконічний підпис: «Остров Покалъ-Галерный».

Наявні деякі подробиці про сучасне урочище Галерний острів в п.п. ХХ ст. Зокрема згадується хутір Галерний острів та вказує, що на Галерному острові розташовувався радгосп першої половини 1920-х рр. (тоді Галерний острів перебував у складі Мишоловської сільради Будаївського району). Він також пише обриси озера Єрик склалися у 1920-ті рр. Наразі це озеро перетинає Галерний острів з північного-сходу Галерний острів. Імовірно, за свою характерну форму озеро Єрик тоді носило народну поточну назву — озеро Штані. На думку С. Вакулішина саме воно, зокрема згадано в творі О. Бойченка «Молодість» (1941): 
«весняна повінь з'єднала озеро з Дніпром. Коло озера було тихо і пустельно». 
Наявні відомості про те, що в 1920-х рр. на Либіді існував риборозплідник. Про це свідчить той факт, що в 1929 р. керівником подібного заводу, що діяв в заповіднику «Конча-Заспа», став П. Зависловський, який раніше працював завідувачем рибного розплідника «Либідь» у м. Києві. Можливо цей розплідник існував там де зараз існують риборозвідні ставки та діє відповідне господарство на острові Галерний (озеро Єрик).

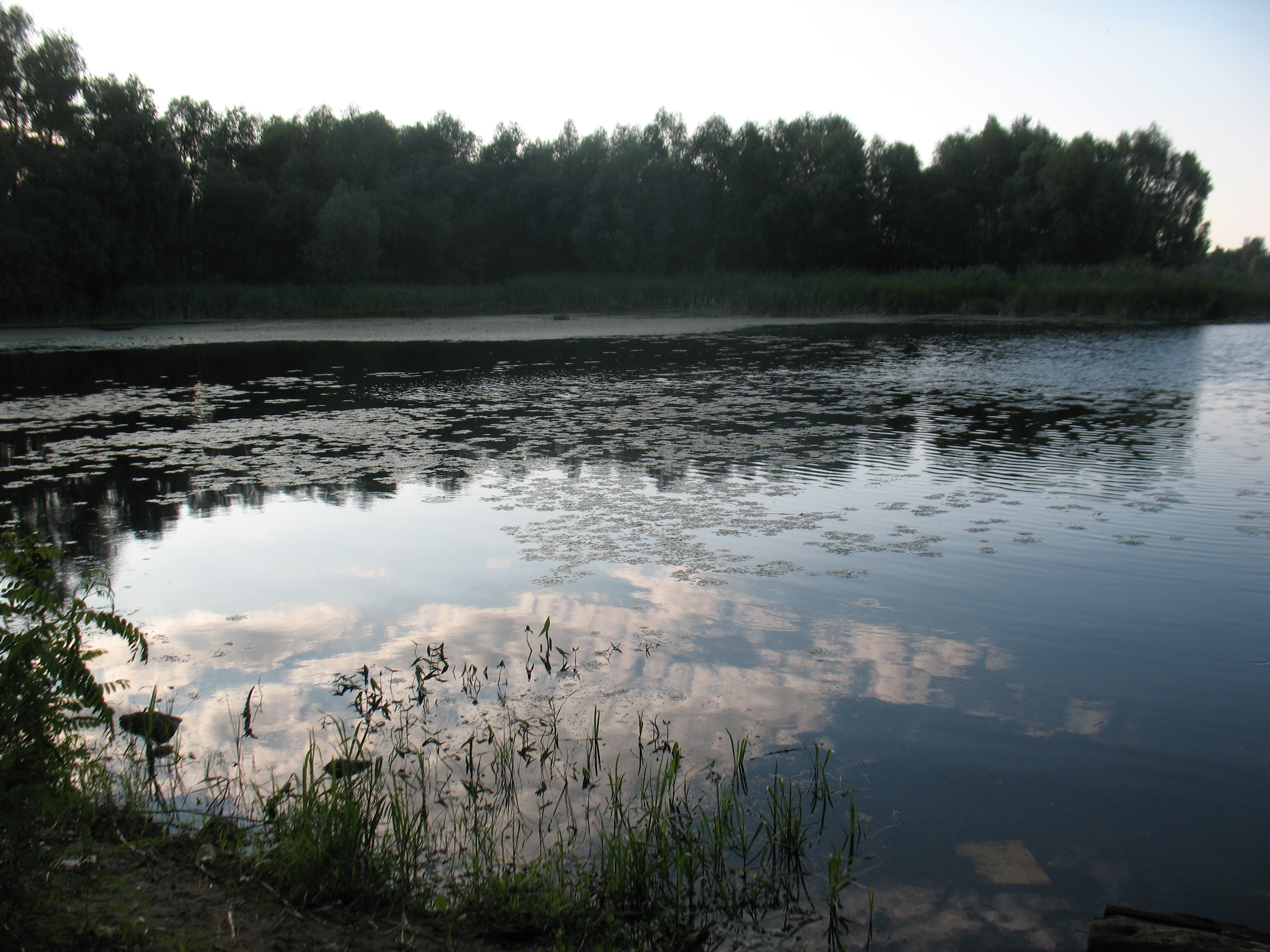
Зарості водяного горіха у верхній частині Галерної затоки. Фото 2012 р.

Станом на 1930-40 рр. Лисогірський рукав фактично відмер. На мапі Києва 1932 р. наявний топонім «Галерний острів» у його сучасному значенні. Показано болотисті ділянки на схід від Корчуватської промзони, розміщені по колишній трасі цього рукава. Це викликало зміну конфігурації гирла річки Либідь, що змушена, звиваючись, пробиватися через перевідкладений біля правого берега матеріал сучасного урочища Покал до Дніпра. Виникла велика низинна заплавна територія, яка тягнулася від Дарницького залізничного мосту до решток вищевказаного рукава — Чернечої (сучасної Галерної затоки) та включала сучасні урочища Нижня Теличка, Покал та Галерний острів. Дана територія мала заплавний характер та затоплювалася водами Дніпра навесні. При цьому озера стариці ставали протоками. Це призводило до відкладання піщаних валів та виникнення тимчасових русел.
Станом на 1932 р. топонім острів Галерний перейшов до найбільш південно-західного масиву колишніх островів, з яким асоціюється і по сьогодні. На території Галерного острова показано окрему будівлю. Імовірно, це згаданий С. Вакулішиним (2014) хутір Галерний острів. Станом на 1939 р. його населення становило 5 осіб. Сучасна Нижня Теличка, Покал та Галерний острів потрапили в перелік включених до розробки Генерального плану м. Києва 1936 р.
На німецькій мапі 1943 р. Либідь впадає в затоку Миколайчик Галерного острова. Староріччя колишнього Лисогірського рукава підписано як озеро Єрик. Галерний острів вкотре наводиться на місці сучасного урочища. С. Вакулішин вказує, що в 1940-х рр. тут з'явилася птахоферма.
Навпроти хутора Покал та на озері Єрик (яке набуло вигляду півмісяця) під правобережною кручею показано водокачки, що, імовірно, постачали воду до промислових закладів Корчуватого. На південь від раніш вказаних хуторів та на схід від озера Єрик розташовується хутір П'ятихатки, а в заглибленні озера Єрик — підсобне господарство, на яке вела гребля. Цікаво, що сучасна Галерна затока до того часу значно висохла і на місці сучасної затоки з пляжами було висохле староріччя з окремими старицями.
На лоції 1982 р. ми також бачимо результати днопоглиблювальних робіт (імовірно, 1970 –х рр.) на акваторії Галерного острова, з метою створення тут стоянки вантажних суден типу ріка — море (т.з. волгобалт). На мапі 1960-го рр. ця затока пересохла. Свідченням днопоглиблювальних робіт на Галерній затоці є досі великі глибини її фарватеру. Неподалік від входу в затоку розташована масивна девіаційна вежа для усування похибки корабельних компасів — так званої магнітної девіації.
На мапі Києва 1989 та 1991 рр. території підписаного острова Галерний на вищевказаних схемах показано два залишкових озера — які абрисами нагадують штані та спідницю. Як ми вказували раніше народну назву Штані, імовірно, початково (в 1949-і рр.) за характерну форму носило озеро Єрик. Проте пізніше два похідних від нього озера з характерною формою могли носити назву Штані та Юбка, які пам'ятають довгожителі Коника (2000 р.).

### В сучасності

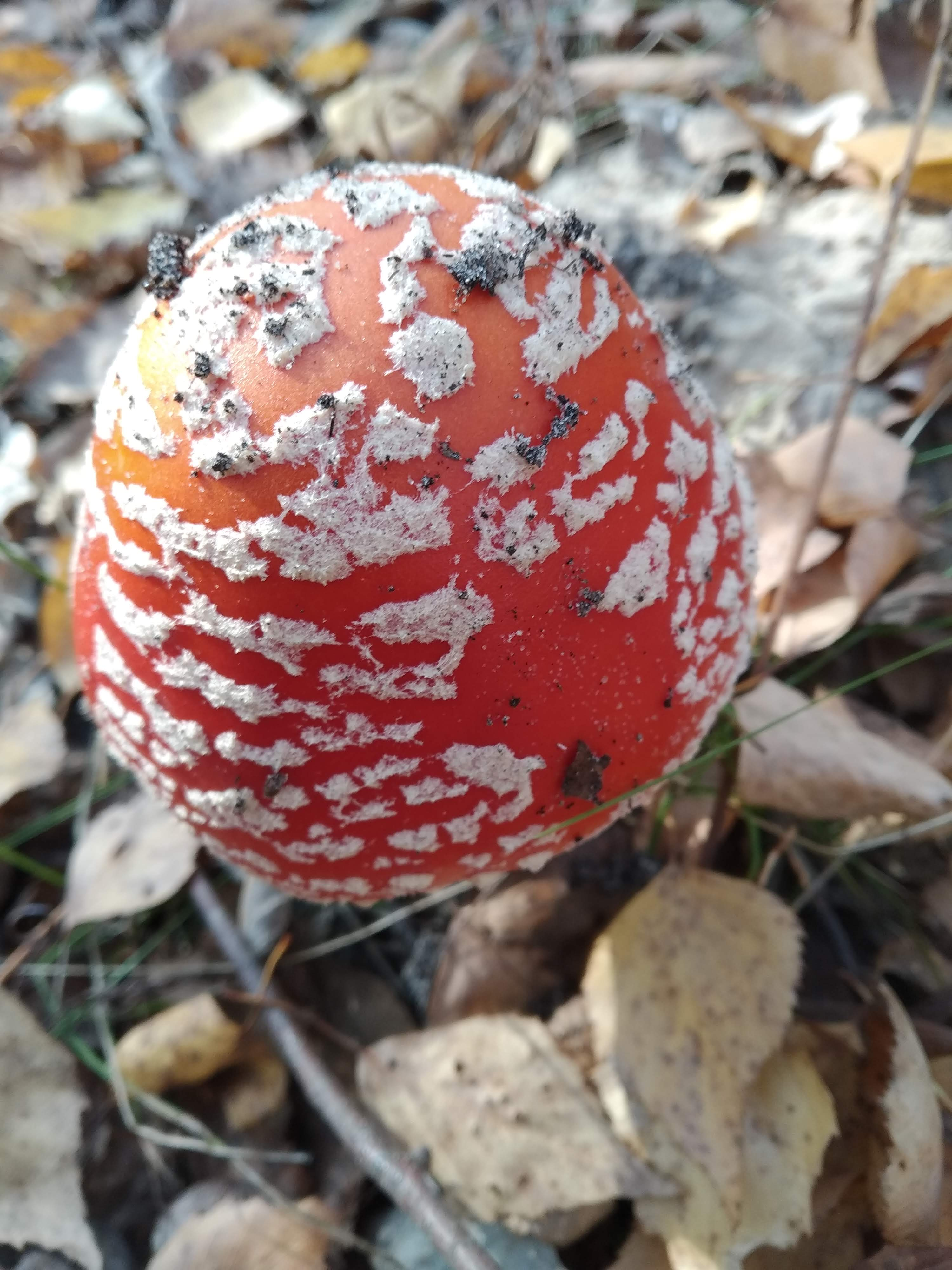
Мухомор червоний (Amanita muscaria), острів Галерний. Фото 2019 р.

На фрагменті детального плану території Києва 2000-х рр. показано детальну конфігурацію Галерного острова на той час. В цей час риборозплідне господарство та парк Покал було закинуто і вони стрімко почали заростати, перетворюючись на рай дикої природи посеред міста багатий на рідкісні види флори та фауни.
У влади міста є плани облаштування острову, згідно з якими передбачається створення пішохідних стежок, а також об'єктів відпочинку: (аквапарк, спортивний центр та готелі).
2007 року 43 га острова були надані в оренду на 15 років ТОВ «Галерна затока» для реконструкції споруд під об'єкти відпочинку та спорту. При цьому територію, надану в оренду, було вилучено із зони зелених насаджень загального користування і віднесено до території громадських будівель та споруд. Станом на 2021-2022 рр. територія Покалу забудовується житловим комплексом «Світлопарк». Доля ж решти території Покалу-Галерного острова її все ще залишається непевною.

## Природна цінність
На території об'єкту наявні рослинні угруповання, які охороняються Додатком 1 до Резолюції № 4 Бернської конвенції та Оселищною Директивою Європейського союзу: вербові та тополеві ліси, псамофітні комплекси, луки та водна рослинність.

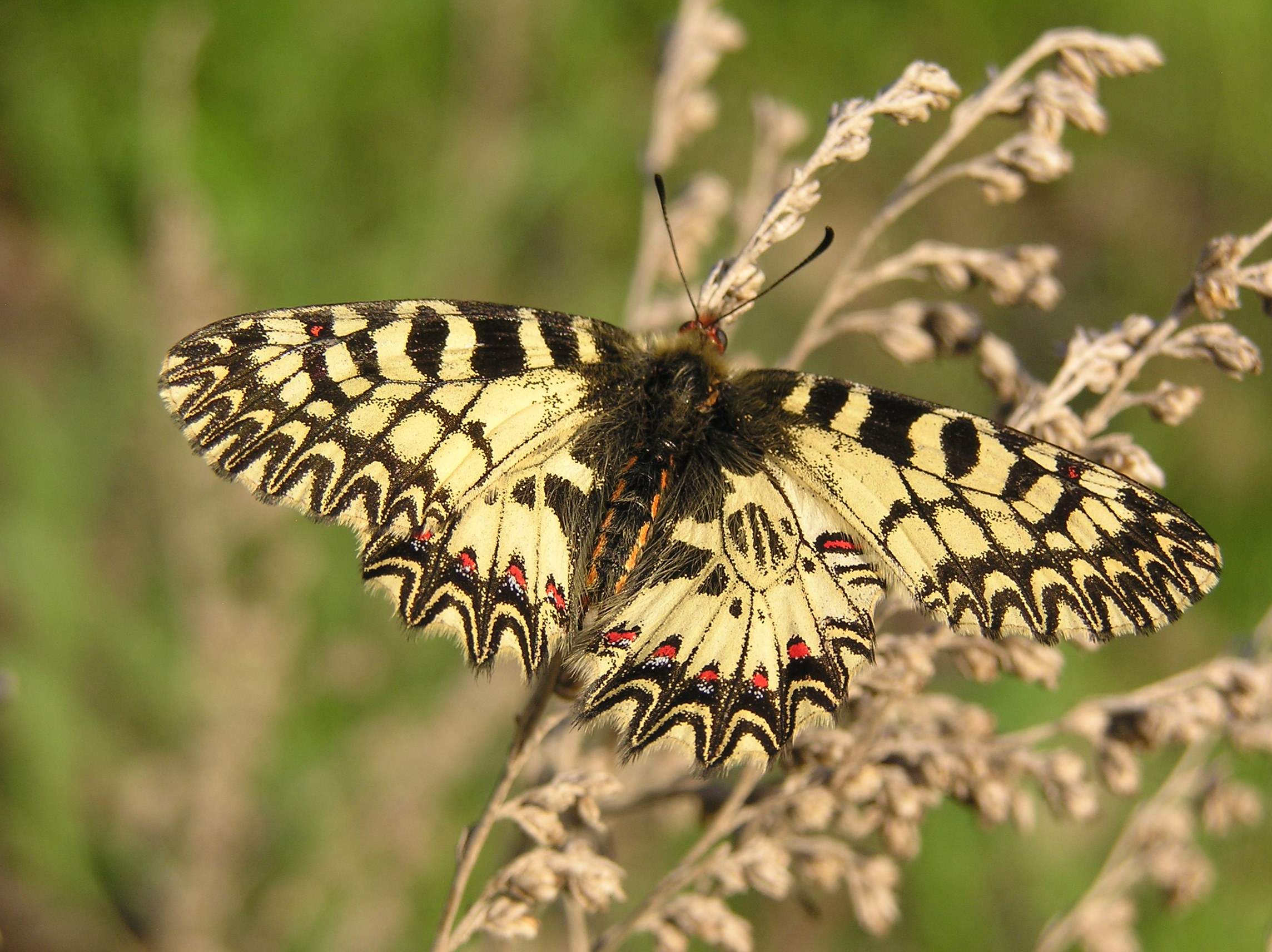
На Галерному острові зафіксовано популяцію поліксени

Також на острові досліджений різноманітний тваринний світ. Зокрема, на великих заростях хвилівника острова Галерний існує популяція включеного до Червоної книги України метелика поліксени (Zerynthia polyxena). Тут також зустрічаються декоративні меелики подалірій (Iphiclides podalirius) та махаон (Papilio machaon). Багатим є світ комах урочища, тут виявлено бабок: красуню блискучу (Calopteryx splendens), плосконіжку звичайну (Platycnemis pennipes), бабку чотириплямисту (Libellula quadrimaculata), бабку червону (Leucorrhinia rubicunda) та занесену до Червоної книги України бабку дозорця-імператора (Anax imperator).
На заплаві постійно зустрічаються також плазуни: черепаха болотяна (Emys orbicularis) і вуж звичайний (Natrix natrix). Тутешні деревостани дають можливість для гніздування великій масі горобиних птахів, зокрема соловейка східного (Luscinia luscinia). З птахів, що охороняються згідно Додатку ІІ до Бернської конвенції (Bern Convention 1979), в урочищах відмічені сіра сова (Strix aluco) та вухата сова (Asio otus), великий яструб (Accipiter gentilis), рибалочка (Alcedo atthis) та сіра куріпка (Perdix perdix). На численних озерах острова Галерний зустрічаються крячок чорний (Chlidonias niger) та річковий крячок (Sterna hirundo), а також бугайчик (Ixobrychus minutus). Натомість малий крячок (Sternula albifrons), який включений до Червоної книги України, годується на Галерній затоці.

## Заходи з охорони
Ще в 2000-х рр. запропоновано створення тут ландшафтного заказника місцевого значення «Покал-острів Галерний» загальною площею 177,5 га. Зважаючи на історичну і ландшафтну єдність урочищ Покал та Галерний острів доцільно було б включити їх до проектованого Національного природного парку «Дніпровські острови». Проте наразі урочищу загрожує знищення. Щоб врятувати дикі орхідеї та їх біом від знищення забудовою, депутат Київради Ксенія Семенова та Київський еколого-культурний центр у 2023 році підготували проект рішення Київради про створення в урочищі Покол ботанічного пам’ятника природи «Ліс орхідей», ухвалення якого саботують забудовники з ТОВ « Галерна затока».